# Herbert Tieber
Herbert Tieber (* 12. November 1942 in Graz; † 14. Jänner 1990 in Wien) war ein österreichischer Kommunal- und Wirtschaftspolitiker der SPÖ.
Der gebürtige Steirer wuchs in Tirol auf, absolvierte die Handelsakademie (Matura 1960) und schloss das Studium der Volkswirtschaft an der Universität Innsbruck 1964 mit dem Grad Diplom-Volkswirt ab. Beruflich war Tieber in der Kammer für Arbeiter und Angestellte für Tirol tätig, als Geschäftsführer des Vereins für Konsumenteninformation, Landesstelle Tirol, als Landesparteisekretär-Stellvertreter der SPÖ Tirol 1971–1974 und als Landesparteisekretär der SPÖ Tirol 1974. Er wirkte außerdem als Sekretär im Büro des Bundesministers für Handel, Gewerbe und Industrie (1976), als Pressereferent der Landeshauptstadt Bregenz (1978), Sekretär des Kommunalpolitischen Referates im Zentralsekretariat der SPÖ (1979), und zuletzt mehrere Jahre als Geschäftsführer der Arbeitsgemeinschaft der Österreichischen Gemeinwirtschaft. Tieber war 1968–69 Mitglied des Gemeinderates der Stadt Hall in Tirol und Abgeordneter zum Nationalrat vom 1. Juni 1983 bis zum 16. Dezember 1986 (XVI. Gesetzgebungsperiode). In den 1980er Jahren leitete er die Programmdiskussion innerhalb der SPÖ Perspektiven 90.
Tieber galt zeitweilig als einer der großen politischen Hoffnungsträger der SPÖ. Er verstarb erst 48-jährig im Jahr 1990.
Sein Sohn Claus Tieber ist Filmwissenschaftler, sein Sohn Thomas Tieber ist Musiker bei der Band Mädhouse.

## Werke
- Die Realität der Utopie. Wien: Löcker Verlag 1991 ISBN 978-3854091851